# LPGA Tour 2007
Navigation
Édition précédente Édition suivante
Le LPGA Tour 2007 est la cinquantième-huitième  édition du Ladies Professional Golf Association Tour (LPGA), circuit professionnel féminin de golf, qui se déroule du 18 janvier 2008 au 14 décembre 2008. Axée sur les États-Unis, la LPGA prend en compte également des tournois qui se déroulent hors des frontières américaines, ainsi cette saison voit des tournois programmés au Mexique, en France, au Canada, en Écosse, en Thaïlande, en Corée du Sud, au Japon et en Australie. Cette cinquantième-huitième édition de ce circuit permet de proposer un certain nombre de tournois professionnels destinés aux femmes en dehors des compétitions amateurs. La volonté de la professionnalisation des golfeuses leur permet désormais de gagner de l'argent en jouant au golf.
Cette saison comporte trente-cinq tournois, soit deux de plus qu'en 2006, auxquels sont insérées des dotations financières en fonction du résultat de la golfeuse. Quatre de ces tournois sont considérés comme « tournoi majeur » - le Championnat Kraft Nabisco, le Championnat de la LPGA, l'Open américain et l'Open britannique - et sont considérés comme les plus prestigieux et difficiles à remporter.
La Mexicaine Lorena Ochoa est désignée « Joueuse de l'année de la LPGA » (« Player of the Year ») pour la seconde fois de sa carrière et remporte le classement des gains avec un montant de 4 364 994 $ de gains en gagnant huit victoires dont un tournoi majeur : l'Open britannique. Les trois autres tournois majeurs sont remportés par Morgan Pressel (Championnat Kraft Nabisco), la Norvégienne Suzann Pettersen (Championnat de la LPGA) et Cristie Kerr (Open américain). Enfin, le « Trophée Vare » récompensant la golfeuse ayant la moyenne de score la plus basse de la saison est également remporté par Lorena Ochoa pour la deuxième fois.

## Histoire
Pour l'organisation de cette cinquantième-huitième édition, la majorité des tournois se disputent aux États-Unis mais quatre tournois sont programmés hors des États-Unis. Comme la saison précédente, la LPGA décide d'organiser des tournois hors des frontières des États-Unis avec la tenue de tournois programmés au Mexique, en France, au Canada, en Écosse, en Thaïlande, en Corée du Sud, au Japon et en Australie. La majorité des joueuses sont des golfeuses principalement américaines professionnelles et amateures mais la LPGA intègre quelques années des golfeuses étrangères. Le calendrier fait débuter la saison par le tournoi « SBS Open at Turtle Bay » remporté par Paula Creamer. Au cours de cette saison, les non-américaines sont aussi nombreuses que les Américaines à remporter les tournois.
La Mexicaine Lorena Ochoa est désignée « Joueuse de l'année de la LPGA » (« Player of the Year ») pour la seconde fois de sa carrière et remporte le classement des gains avec un montant de 4 364 994 $ de gains en gagnant huit victoires dont un tournoi majeur : l'Open britannique. Les trois autres tournois majeurs sont remportés par Morgan Pressel (Championnat Kraft Nabisco), la Norvégienne Suzann Pettersen (Championnat de la LPGA) et Cristie Kerr (Open américain).

## Calendrier de la saison 2007
| Dates               | Tournoi                          | Lieu             | Catégorie    | Vainqueur                                   |
| ------------------- | -------------------------------- | ---------------- | ------------ | ------------------------------------------- |
| 19-21 janv.         | Coupe du monde féminine de golf  | Afrique du Sud   | non officiel | (Julieta Granada / Celeste Troche) Paraguay |
| 15-17 févr.         | SBS Open                         | Hawaii           | standard     | Paula Creamer États-Unis                    |
| 22-24 févr.         | Fields Open                      | Hawaii           | standard     | Stacy Prammanasudh États-Unis               |
| 9-11 mars           | MasterCard Classic               | Mexique          | standard     | Meaghan Francella États-Unis                |
| 22-25 mars          | Safeway International            | Arizona          | standard     | Lorena Ochoa Mexique                        |
| 29 mars -1er avr.   | Championnat Kraft Nabisco        | Californie       | winner       | Morgan Pressel États-Unis                   |
| 12-15 avr.          | Ginn Open                        | Floride          | winner       | Brittany Lincicome États-Unis               |
| 26-29 avr.          | Corona Championship              | Mexique          | standard     | Silvia Cavalleri Italie                     |
| 4-6 mai             | SemGroup Championship            | Oklahoma         | standard     | Mi Hyun Kim Corée du Sud                    |
| 10-13 mai           | Michelob ULTRA Open              | Virginie         | winner       | Suzann Pettersen Norvège                    |
| 17-20 mai           | Sybase Classic                   | New Jersey       | standard     | Lorena Ochoa Mexique                        |
| 24-27 mai           | LPGA Corning Classic             | New York         | standard     | Young Kim Corée du Sud                      |
| 31 mai - 3 juin     | Ginn Tribute Hosted by Annika    | Caroline du Sud  | winner       | Nicole Castrale États-Unis                  |
| 7-10 juin           | LPGA Championship                | Maryland         | winner       | Suzann Pettersen Norvège                    |
| 21-24 juin          | Wegmans LPGA                     | New York         | standard     | Lorena Ochoa Mexique                        |
| 28 juin - 1er juil. | US Open féminin de golf          | Caroline du Nord | winner       | Cristie Kerr États-Unis                     |
| 12-15 juil.         | Jamie Farr Owens Corning Classic | Ohio             | standard     | Se Ri Pak Corée du Sud                      |
| 17-22 juil.         | Championnat de match-play        | New York         | winner       | Seon Hwa Lee Corée du Sud                   |
| 26-29 juil.         | Evian Masters                    | France           | winner       | Natalie Gulbis États-Unis                   |
| 2-5 août            | British Open féminin de golf     | Écosse           | winner       | Lorena Ochoa Mexique                        |
| 16-19 août          | Open féminin du Canada           | Canada           | winner       | Lorena Ochoa Mexique                        |
| 24-26 août          | Safeway Classic                  | Oregon           | standard     | Lorena Ochoa Mexique                        |
| 30 août - 2 sept.   | State Farm Classic               | Illinois         | standard     | Sherri Steinhauer États-Unis                |
| 7-9 sept.           | LPGA NW Arkansas Championship    | Arkansas         | standard     | Stacy Lewis États-Unis                      |
| 14-16 sept.         | Solheim Cup                      | Suède            | non officiel | États-Unis                                  |
| 27-30 sept.         | Navistar LPGA Classic            | Alabama          | standard     | Maria Hjorth Suède                          |
| 4-7 oct.            | Longs Drugs Challenge            | Californie       | standard     | Suzann Pettersen Norvège                    |
| 11-14 oct.          | Samsung World Championship       | Californie       | standard     | Lorena Ochoa Mexique                        |
| 10-21 oct.          | Korea Championship               | Corée du Sud     | standard     | Suzann Pettersen Norvège                    |
| 26-28 oct.          | Honda LPGA Thailand              | Thaïlande        | standard     | Suzann Pettersen Norvège                    |
| 2-4 nov.            | Mizuno Classic                   | Japon            | standard     | Momoko Ueda Japon                           |
| 8-11 nov.           | Tournoi des championnes          | Alabama          | standard     | Paula Creamer États-Unis                    |
| 15-18 nov.          | LPGA Playoffs at The ADT         | Floride          | n/a          | Lorena Ochoa Mexique                        |
| TBA                 | Lexus Cup                        | Australie        | non officiel |                                             |
| 22-23 déc.          | Wendy's 3-Tour Challenge         | Nevada           | non officiel |                                             |

## Classements saison 2007

### Tableau des gains («Money list»)
Le tableau ci-dessous est le classement des golfeuses par gains obtenus sur cette saison 2007. Le classement par gains est remporté par la Mexicaine Lorena Ochoa avec 4 364 994 $ remportés.
| Rang             | Golfeuse         | Gain ($)  |
| ---------------- | ---------------- | --------- |
| 1                | Lorena Ochoa     | 4,364,994 |
| 2                | Suzann Pettersen | 1,802,400 |
| 3                | Paula Creamer    | 1,384,798 |
| 4                | Mi Hyun Kim      | 1,273,848 |
| 5                | Seon Hwa Lee     | 1,100,198 |
| 6                | Cristie Kerr     | 1,098,921 |
| 7                | Jeong Jang       | 1,038,598 |
| 8                | Angela Park      | 983,922   |
| 9                | Morgan Pressel   | 972,452   |
| 10               | Jee Young Lee    | 966,256   |
| source: LPGA.com |                  |           |